# Anytime You Need
Anytime You Need är en låt framförd av den armeniska sångaren Hayko. Låten representerade Armenien vid Eurovision Song Contest 2007 i Helsingfors i Finland. Låten är skriven av Hayko själv tillsammans med Karen Kavaleryan.
Bidraget framfördes i finalen den 12 maj 2007 utan att behöva kvalificera sig genom semifinalen. Det slutade på åttonde plats med 138 poäng.